# 513年
| 千纪： | 1千纪                                                                                           |
| 世纪： | 5世纪 \| 6世纪 \| 7世纪                                                                         |
| 年代： | 480年代 \| 490年代 \| 500年代 \| 510年代 \| 520年代 \| 530年代 \| 540年代                       |
| 年份： | 508年 \| 509年 \| 510年 \| 511年 \| 512年 \| 513年 \| 514年 \| 515年 \| 516年 \| 517年 \| 518年 |
| 纪年： | 癸巳年（蛇年）；北魏延昌二年；柔然建昌六年；南朝梁天监十二年；高昌义熙四年                      |

## 出生
- 元朗，北魏第14代君主。（532年逝世）
- 宇文護，北周權臣。（572年逝世）